# Opius euphemia
Opius euphemia är en stekelart som beskrevs av Fischer 1968. Opius euphemia ingår i släktet Opius och familjen bracksteklar. Inga underarter finns listade i Catalogue of Life.